# Acqua & Sapone

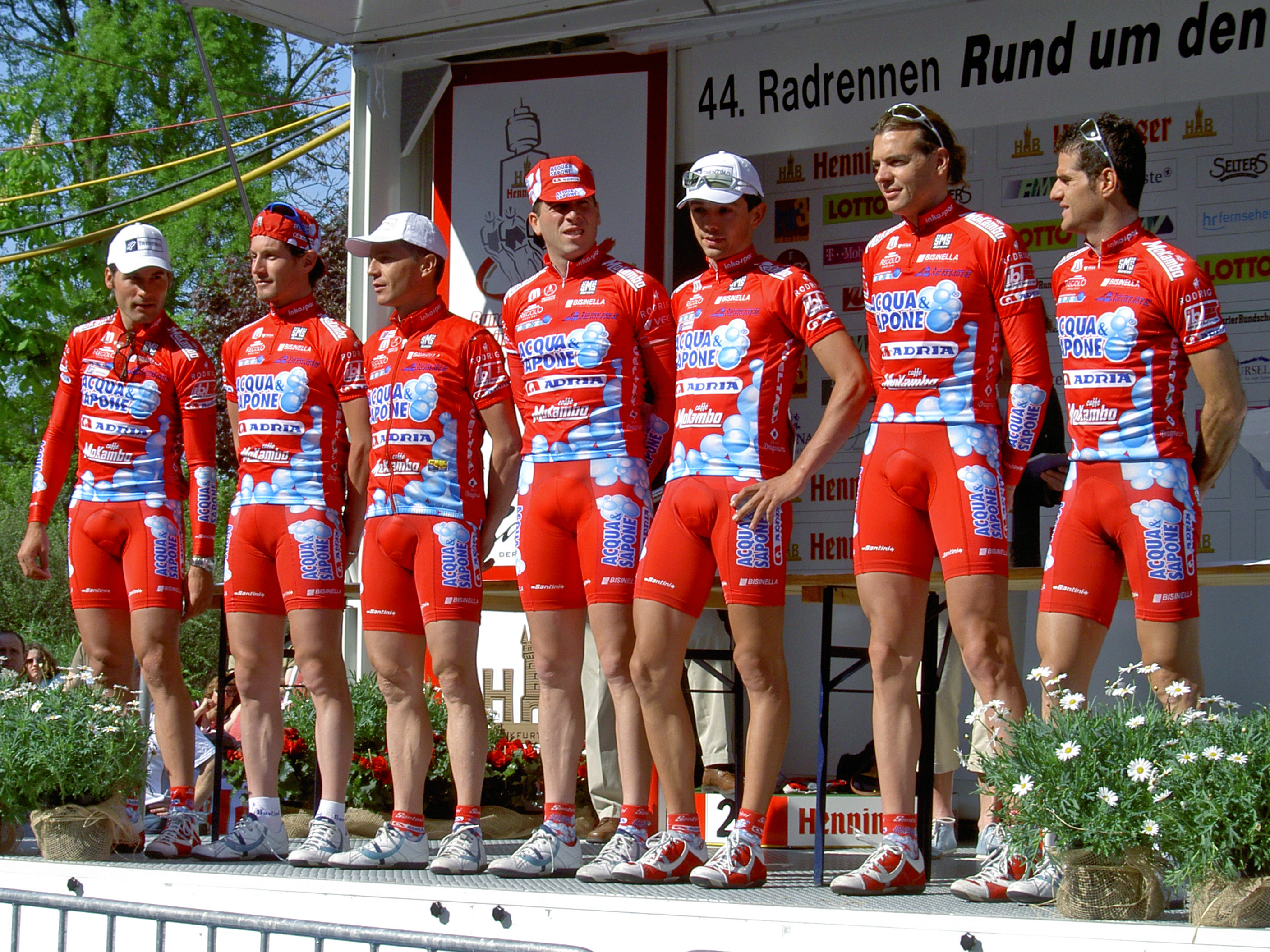
Acqua & Sapone-Adria Mobil em 2005

Acqua & Sapone (código de equipe UCI: ASA) é uma equipe de ciclismo italiana composta apenas por atletas da categoria masculino. Possui licença de equipe "Professional Continental", que lhe permite concorrer provas do circuto a "UCI Continental". Com o wild-card (convite) atribuído pela UCI, tem também a oportunidade de participar de alguns eventos do ranking mundial da UCI.
O patrocinador principal, Acqua & Sapone, é uma empresa de produtos para cuidados com o corpo. A Acqua & Sapone tem quatro participações no Giro d´Itália, com três vitórias de etapa e com uma vitória pela disputa de melhor escalador no Giro de 2009.

## Histórico
Nascida em 2004, o fundador da equipe (oficialmente Red Team S.r.l.) e chefe geral Palmiro Masciarelli; e com diretores esportivos que estão desde 2004, Enrico Paolini e Franco Gini. A sede da equipe e o seu coração são em Abruzzo, em Sambuceto, uma região de San Giovanni Teatino, na provincia de Chieti.
De 2006 a 2009 a equipe usou bicicletas De Rosa, tendo usado anteriormente bicicletas da marca Moser, e para a temporada 2010 fecharam acordo com a Bottecchia. Também como novidade para 2010, a equipe que todos os anos anteriores vinha utilizando peças campagnolo, passaram a usar grupos shimano.